# Карієвська сільська рада
Карі́євська сільська рада — муніципальне утворення у складі Краснокамського району Башкортостану, Росія. Адміністративний центр — село Карієво.

## Населення
Населення — 1046 осіб (2019, 902 в 2010, 907 в 2002).

## Склад
До складу поселення входять такі населені пункти:
| Населений пункт         | Населення, осіб (2002) | Населення, осіб (2010) |
| ----------------------- | ---------------------- | ---------------------- |
| Єнактаєво, присілок     | 124                    | 96                     |
| Карієво, село           | 491                    | 505                    |
| Кутлінка, присілок      | 195                    | 233                    |
| Новий Чуганак, присілок | 97                     | 68                     |